# Dazzle-kamouflage

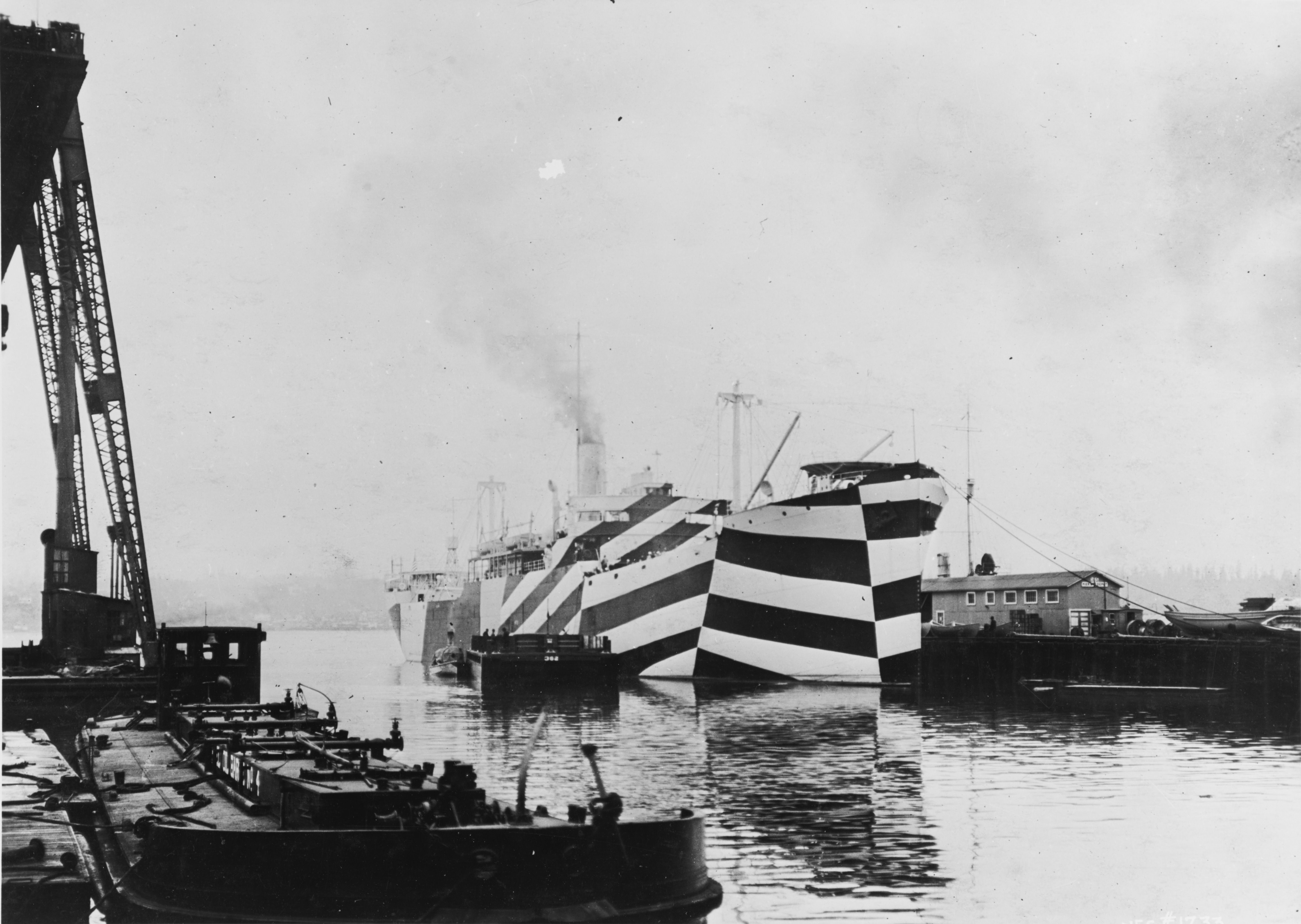
SS West Mahomet med dazzle-kamouflage, år 1918.

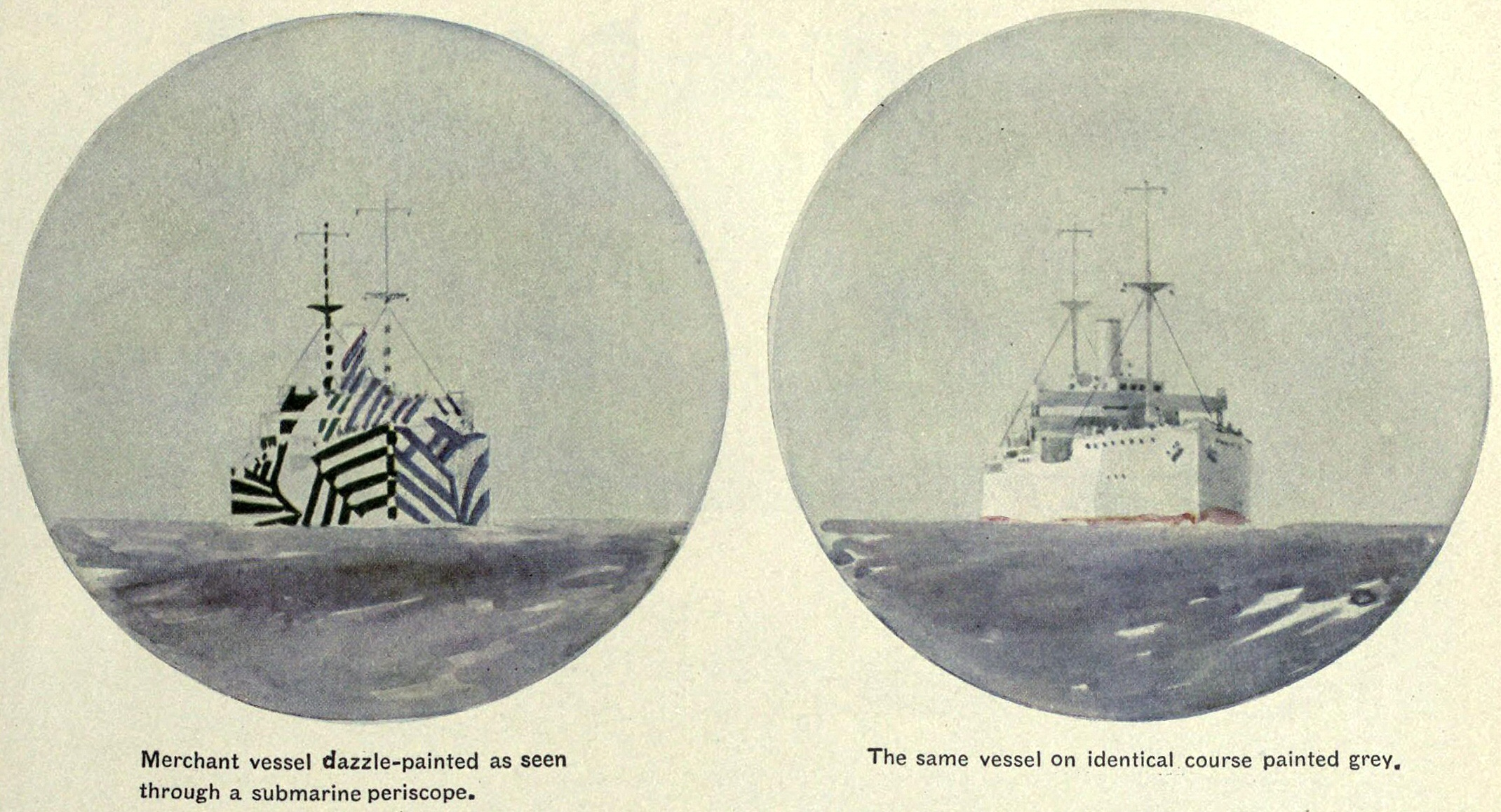
Påstådd effektivitet: Konstnärens uppfattning om en ubåtbefälhavares periskopvy av ett handelsfartyg.
Till vänster: Dazzle (förvillande) kamouflage. Till höger: Samma fartyg okamouflerat.
Encyclopædia Britannica, 1922.

Dazzle-kamouflage eller dazzle-mönster (på engelska även razzle dazzle), var en typ av skeppskamouflage. Det användes mycket under första världskriget och i mindre utsträckning under andra världskriget och senare. Marinmålaren Norman Wilkinson är skaparen av mönstret. Zoologen John Graham Kerr ansåg sig vara skaparen av mönstret, men detta avfärdades. Dazzle består av komplexa mönster av geometriska former i kontrasterade färger, som avbryter och korsar varandra.
Till skillnad mot andra typer av kamouflage, är avsikten med dazzle inte att dölja fartygen. Istället ska mönstren göra det svårt att uppskatta kurs, fart och avståndet till målen vid optisk avståndsmätning. Norman Wilkinson förklarade år 1919 att hans avsikt var att dazzle skulle vilseleda fienden om ett skepps position och därmed ge en sämre skottposition.
Dazzle användes av Admiralty i Storbritannien, och sedan av USA:s flotta. Varje skepps mönster var unikt för att undvika att olika skeppsklasser skulle kännas igen av fienden. Resultatet blev att en mängd olika mönster testades, med en blandad framgång. Det var väldigt många faktorer som spelade roll och det var omöjligt att avgöra vilka som var viktiga, och om något färgschema var mer effektivt än ett annat.

## Dazzle-mönster i konsten
Dazzle fick uppmärksamhet bland konstnärer som Picasso, som hävdade att kubister som han själv hade uppfunnit det. Edward Wadsworth, som övervakade kamoufleringen av över 2 000 skepp under första världskriget, målade ett antal tavlor med dazzle-skepp som motiv efter kriget, baserat på hans arbete under kriget. Arthur Lismer målade också en serie tavlor med dazzle-skepp.
Orchestral Manoeuvres in the Dark släppte 1983 albumet Dazzle Ships med ett albumkonvolut designat av Peter Saville.